# Jürgen G. Thaller

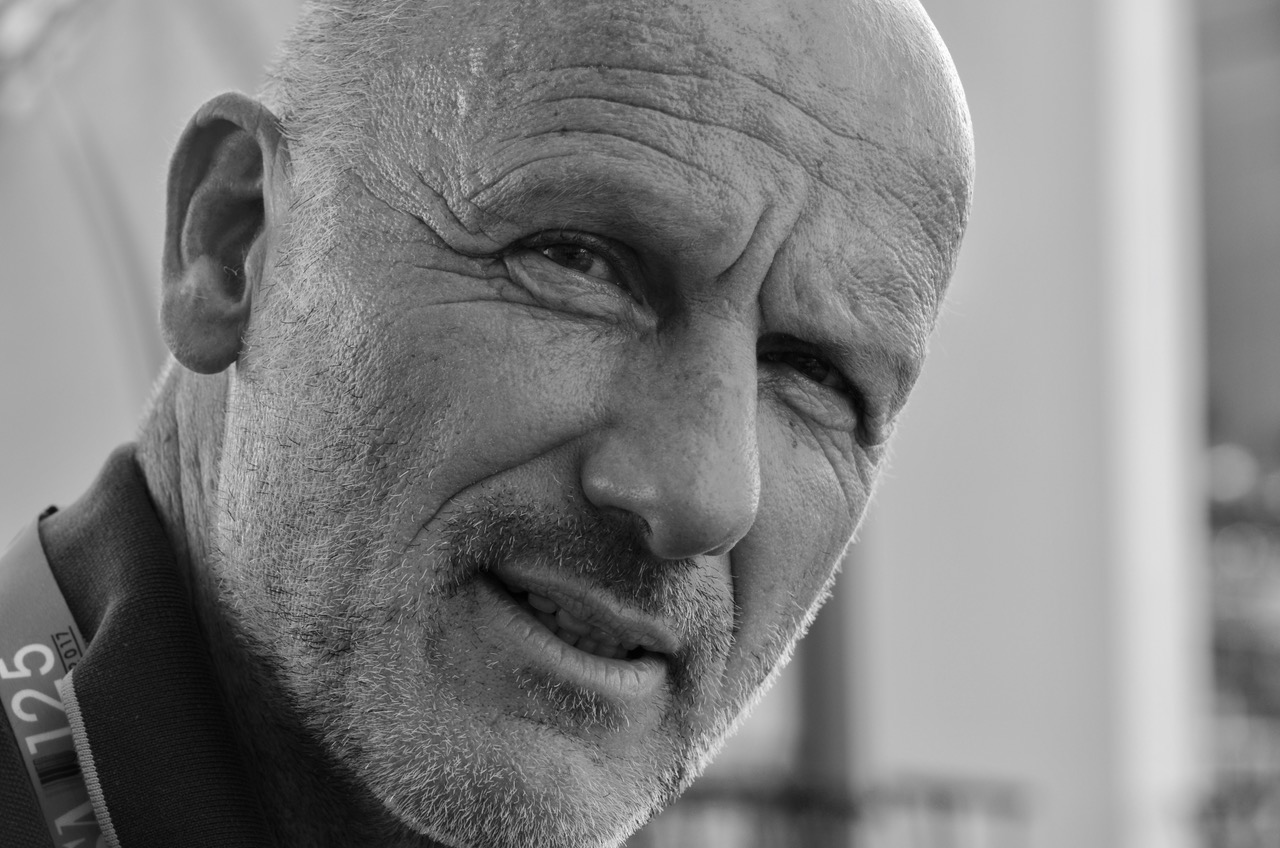
Jürgen G. Thaller (2023)

Jürgen G. Thaller (* 10. September 1961) ist ein deutscher Regisseur, Filmemacher und Buchautor, der sich insbesondere auf Live-Übertragungen von Sport- und Kulturevents spezialisiert hat.

## Berufliche Laufbahn
Thaller begann seine berufliche Laufbahn 1983 als Regieassistent bei Ekkehard Beyer (Pusteblume) in München. Danach arbeitete er als (Chief-)Editor bei verschiedenen Fernsehsendern. Bei TV München übernahm er die Regie für die tägliche Livesendung.

## Regiearbeiten

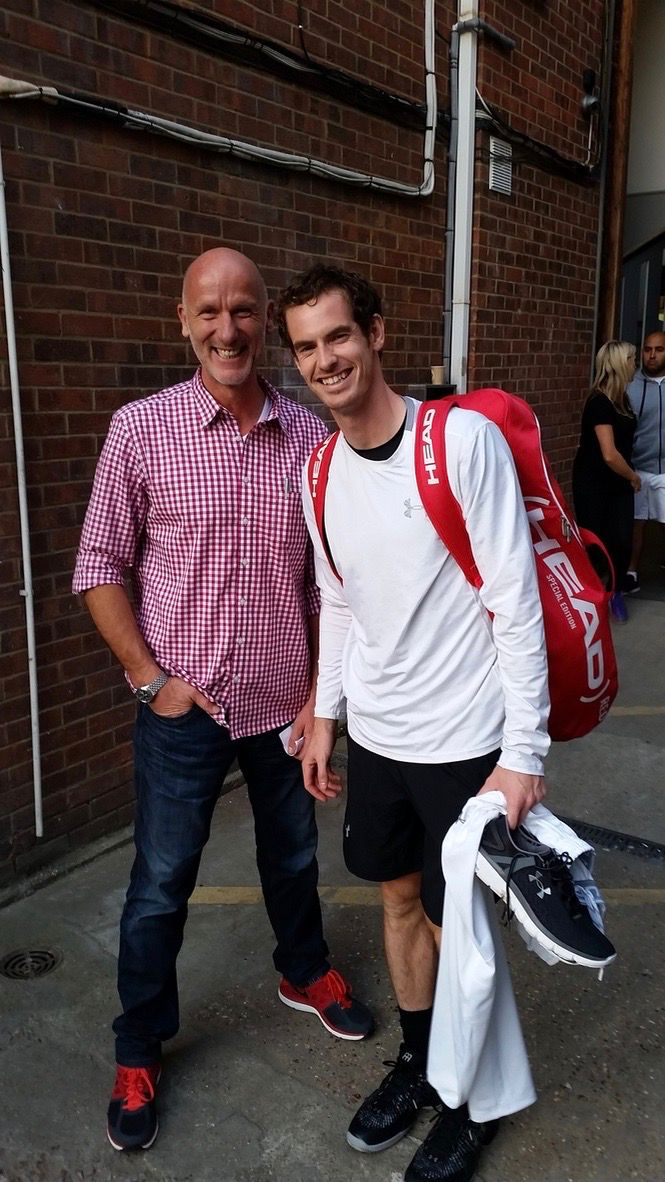
2015 Swatch - Catch the moment - Image Series mit Andy Murray in London

In den 1990er Jahren etablierte sich Jürgen Thaller als Regisseur von Kurzfilmen für die Kindersendung Bim Bam Bino und verantwortete die Studioregie für Vampy auf Tele 5. Gleichzeitig begann er, Liveregie bei Fußballspielen (ran) und Basketballübertragungen (Sportkanal) zu führen. Seit 2017 verantwortete er als künstlerischer Leiter den Audi Generation Award. 

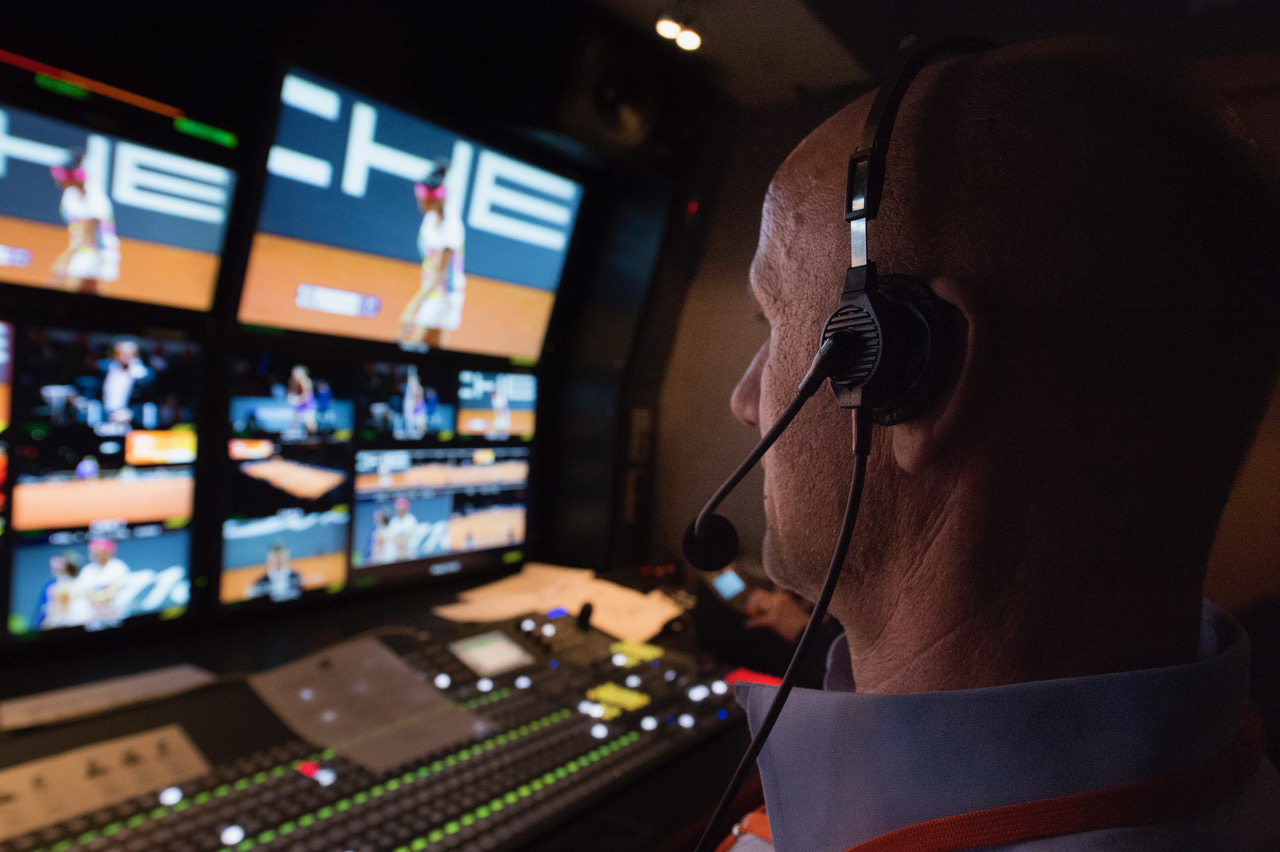
Jürgen G. Thaller als Regisseur bei einer Tennisübertragung

## Lehrtätigkeit und Veröffentlichungen
Seit 2020 ist Jürgen Thaller als freier Dozent an der FAM Leipzig tätig. Im Jahr 2021 veröffentlichte er sein erstes Buch, "Fliegendstehen" im Paramon Verlag, gefolgt von seinem zweiten Buch, "lichtstreifen" im Verlag tredition im Jahr 2023.

## Dokumentarfilme
Im Jahr 2020 realisierte Thaller die Dokumentation der fred, die nymphe & das glück, eine Langzeitbeobachtung des Brunnwarts im Schloss Nymphenburg. 2023 veröffentlichte er die Filmbiografie Auguste's Reise, die die Geschichte der Frauen im 19. Jahrhundert beleuchtet.

## Filme als Regisseur (Auswahl)

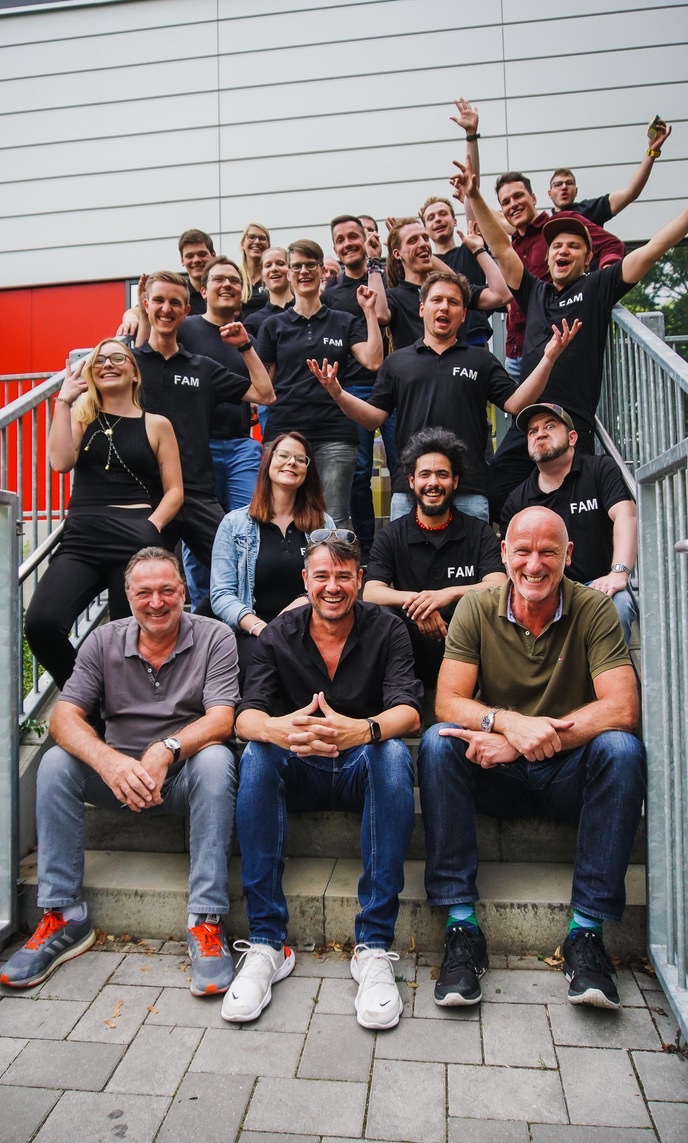
FAM - Dozent Jürgen Thaller mit Lernenden

| Jahr | Titel                                                    | Sparte                                         | Produktion                                |
| ---- | -------------------------------------------------------- | ---------------------------------------------- | ----------------------------------------- |
| 2023 | UEFA - Champions League Saison 2022/23                   | Sportübertragung, DAZN                         | DAZN [de]                                 |
| 2023 | 1. Fußball-Bundesliga 2023                               | Sportübertragung                               | Sportcast GmbH [de]                       |
| 2023 | FISA World Rowing Cup 2023 - Varese                      | Sportübertragung                               | Quattro Media [de]                        |
| 2022 | European Championships Munich 2022 - Rowing              | Sportübertragung                               | Quattro Media [de]                        |
| 2022 | UEFA Champions League Saison 2022/23                     | Sportübertragung, DAZN                         | DAZN [de]                                 |
| 2022 | NHL Global Series 2022                                   | Sportübertragung                               | ProSiebenSat.1 Sports GmbH                |
| 2022 | 1. Fußball-Bundesliga 2022                               | Sportübertragung                               | Sportcast GmbH [de]                       |
| 2022 | DFB-Pokal 2022 - TSV 1860 vs. SC Karlsruhe               | Sportübertragung, Sky [de]                     | Sportcast GmbH [de]                       |
| 2022 | 1. Fußball-Bundesliga - Saison 21/22                     | Sportübertragung                               | Sportcast GmbH [de]                       |
| 2021 | EHF Champions League Women 2021/2022                     | Sportübertragung                               | HBS - Host Broadcast Services AG          |
| 2021 | DFL-Supercup-Eröffnungsshow 2021                         | Sportübertragung                               | Sportcast GmbH [de]                       |
| 2021 | UEFA Champions League - Saison 20/21 (DAZN)              | Sportübertragung, DAZN                         | DAZN [de]                                 |
| 2021 | Audi Generation Award 2021                               | Eventgala                                      | Edition Sportiva                          |
| 2021 | EHF Champions League 2021/22                             | Sportübertragung                               | HBS - Host Broadcast Services AG          |
| 2021 | DFB-Pokal 2021/22 - TSV 1860 München vs. SV Darmstadt 98 | Sportübertragung                               | Sportcast GmbH [de]                       |
| 2020 | Der Fred, die Nymphe & das Glück                         | Dokumentarfilm                                 | Pro Arts - Die Filmemacher [de]           |
| 2020 | EHF Champions League 2020/21                             | Sportübertragung                               | HBS - Host Broadcast Services AG          |
| 2020 | Men’s EHF Euro - Norway, Austria, Sweden 2020            | Sportübertragung                               | HBS - Host Broadcast Services AG          |
| 2020 | 1. Fußball-Bundesliga 2020                               | Sportübertragung, ARD [de], Sky [de], ZDF [de] | Sportcast GmbH [de]                       |
| 2019 | Euroleague Fußball 2019                                  | Sportübertragung                               | Perform Investment Germany GmbH [de]      |
| 2019 | German Tote - Galopprennen-Derby Hamburg 2019            | Sportübertragung                               | RT1.TV Production GmbH                    |
| 2019 | NHL Global Series 2019 - Berlin                          | Sportübertragung                               | Perform Investment Germany GmbH [de]      |
| 2019 | FIVB Volleyball Nations League 2019                      | Sportübertragung                               | IMG Media                                 |
| 2019 | 1. Fußball-Bundesliga 2019                               | Sportübertragung, Sky [de]                     | Sportcast GmbH [de]                       |
| 2018 | German Open 2018                                         | Sportübertragung, Sky [de]                     | U.COM [de]                                |
| 2018 | Leichtathletik-EM - Berlin/Glasgow 2018                  | Sportübertragung, ARD [de], BBC [uk], ZDF [de] | Eurovision Production Coordination (EPC)  |
| 2018 | Idee Derby Meeting 2018                                  | Sportübertragung                               | RT1.TV Production GmbH                    |
| 2018 | Team Sauerland - Boxgala Ludwigsburg                     | Sportübertragung                               | Plazamedia GmbH TV- & Filmproduktion [de] |
| 2018 | Handball-EM 2018 (Kroatien)                              | Sportübertragung                               | Infront Italy S.r.l. [it]                 |
| 2018 | 1. Fußball-Bundesliga 2018                               | Sportübertragung                               | Sportcast GmbH [de]                       |
| 2018 | NHL Global Series Challenge - Köln                       | Sportübertragung                               | Plazamedia GmbH TV- & Filmproduktion [de] |
| 2018 | FISA World Rowing Coastal Championships 2018             | Sportübertragung                               | Quattro Media [de]                        |
| 2017 | German Open 2017 - ATP 500                               | Sportübertragung                               | U.COM [de]                                |
| 2017 | Derby Hamburg 2017 - German Tote Galopprennen            | Sportübertragung                               | RT1.TV Production GmbH                    |
| 2017 | World Rowing Championships Sarasota 2017                 | Sportübertragung                               | Quattro Media [de]                        |
| 2017 | FIS SBX Feldberg 2017                                    | Sportübertragung                               | Livecast TV Produktion GmbH [de]          |
| 2015 | Swatch - Catch the Moment                                | Image-Serie                                    | Quattro Media [de]                        |
| 2013 | FISA Ruder Weltmeisterschaft 2013                        | Sportübertragung                               | Quattro Media [de]                        |
| 1994 | VoX Sport - WTA-Tour Key Biscayne Miami                  | Sportübertragung                               | VOX Television GmbH [de]                  |
| 1993 | McDonalds Open                                           | Sportübertragung                               | DSF                                       |

## Auszeichnungen
Im Jahr 1993 gewann Jürgen Thaller das Goldene Kabel für bim bam bino als Realisator/Redaktion.